# Питер Брьогел Стари
Питер Брьогел Стари или Питер Бьогел Селски (на нидерландски: Pieter Bruegel de Oude) е фламандски ренесансов живописец, известен със своите пейзажи и битови сцени. Смятан приживе просто за един от добрите майстори на своето време, впоследствие е оценен като един от най-големите художници на Северния ренесанс. Творбите му са проникнати от хуманизъм и философия, надхвърлящи рамките на битовата и пейзажна живопис. Сред първите, оценили неговия гений, са Петер Паул Рубенс и художникът и историк на изкуството Карел ван Мандер. На последния дължим малкото сигурни сведения за живота на Брьогел Стари.

## Биография
Документи за датата и мястото на раждането на Брьогел не са запазени. Според някои източници е роден в Бреда, макар да не е сигурно дали става дума за град Бреда (днес в Нидерландия) или Бре (днес в Белгия), наричан Бреда на латински. Други сочат като негово родно място село Брьогел, въз основа на името и интереса му към селския бит. Установено е, че не може да е роден преди 1521 и след 1531 г.
Около 1540 – 1545 г. Брьогел е ученик на преуспелия художник Питер Кок ван Елст, за чиято дъщеря по-късно се жени. Ван Мандер разказва любопитната подробност, че като помощник в ателието на Елст, Брьогел често „дундуркал“ на коленете си бъдещата си съпруга, по това време малко момиче.
През 1551 г. (сравнително късно) става член на гилдията на художниците в Антверпен „Свети Лука“. Свързва се с търговеца на гравюри Йеронимус Кок и работи за неговата галерия „При четирите вятъра“. Първоначално копира сюжети от популярни гравюри, най-вече в стила на Йеронимус Бош, от когото е повлиян в ранното си творчество. Първите му самостоятелни проекти за гравюри датират от периода след пътуването до Италия.
През 1552 г. заминава за Италия. Такова пътуване е било препоръчително за всеки художник, можещ да си го позволи. Смятало се като част от обучението за всеки майстор да живее и работи известно време в родината на Ренесанса. Пътешествието на Брьогел минава през Франция (Лион и Авиньон) и италианските градове Неапол и Реджо ди Калабрия (за това се съди по запазени негови рисунки от тези места). Накрая се установява в Рим, където пребивава около година. Тук работи при известния миниатюрист Джулио Кловио. През 1553 г. на връщане за Нидерландия минава през Флоренция и Болоня. Пътуването му през Алпите се сочи като оказало по-голямо влияние върху творчеството му от цялото италианско изкуство. То дава голямо отражение в пейзажите на неговите картини.
В продължение на няколко години след връщането си в Антверпен работи за Йеронимус Кок, създавайки рисунки за гравюри. След прекратяване на сътрудничеството си с него се занимава главно с живопис.
През 1563 г. се мести от Антверпен в Брюксел, където остава до края на живота си. Същата година се жени за Майкен Кук, дъщерята на Елст, която е художничка-миниатюристка.
В 1565 г. създава прочутия живописен цикъл „Годишните времена“ по поръчка на търговеца Николаус Йонгелин.
През 1569 г. получава поръчка от брюкселския градски съвет за картина на тема „Построяването на канал между Брюксел и Антверпен“. На 9 септември (по други сведения 5 септември) умира, преди да е успял да изпълни поръчката.
Питер Брьогел Стари е баща на Питер Брьогел Млади и Ян Брьогел Стари, и двамата също художници. Тъй като са още деца при смъртта му, не получават пряко обучение от него.
Живописецът е смятан за първия западен художник, който рисува пейзажи заради самите тях, вместо като фон на религиозни сюжети. Неговите зимни пейзажи от 1565 г. са доказателство за суровите зими през т.нар. Малък ледников период.

## Живописно творчество
Живописното наследство на Брьогел Стари включва около 40 творби, изпълнени в техниките маслени бои върху дъска и темпера върху платно. Последната била по-евтина и нетрайна, затова Брьогел я използва за лични творби, които трудно можели да намерят пазар. Някои незапазени негови произведения са известни от копия на синът му Брьогел Младия. В творчеството на художника се разграничават два периода: Антверпенски и Брюкселски.

### Антверпенски период (до 1563)
Най-ранните запазени произведения от този период датират от 1559 г. Сред тях са „Падането на Икар“ (ок. 1559), „Нидерландски пословици“ („Стоте нидерландски пословици“, 1559), „Детски игри“ (1559, тематично творбата е свързана с „Нидерландски пословици“) и „Борба на Сирница и Великия пост“ (1559, издаваща силно влияние от Йеронимус Бош). От 1562 – 1563 г. датират „Изгонването на ангелите“, „Триумф на смъртта“ и „Безумната Грит“. Те образуват малък цикъл. Стилът и тематиката са повлияни от Бош. От това време са и многофигурната „Самоубийството на Саул“, която Рубенс сочи като пример за майсторска композиция, и двата варианта на „Вавилонската кула“. Зрителят дълго трябва да се вглежда за да открие скрития алегоричен смисъл в многофигурните табла. Заплетените символи, характерни за изкуството на Бош, при Брьогел са проникнати от нов, хуманистичен поглед и навяват размисли за същността на човека.
- Картини от Антверпенския период
- „Нидерландски пословици“, 1559
- „Борба на Сирница и Великия пост“ 1559
- „Безумната Грит“, 1562 – 63
- „Изгонването на ангелите“, 1562 – 63

### Брюкселски период (от 1563 до 1569)
Често този период е наричан „зряло творчество“ на Брьогел. Към него се отнася цикълът „Годишните времена“ от 1565, включващ картините: „Сенокос“, „Жътва“, „Връщане на стадата“, „Мрачен ден“, „Ловци в снега“. Последната е известна и под имената „Зима“ и „Връщането на ловците“. Тези творби често са сочени като връх в творчеството на Брьогел. Скоро след като получава картините търговецът Николаус Йонгелин залага цялото си имущество, сред което са и те. Брьогел никога повече не вижда творбите си, които са опаковани и надлежно прибрани в склад. Съществува предположение, че знаменитата поредица е включвала 12 табла (за всеки месец по едно) повечето от които вече изгубени. Правени са опити една или друга творба или копие на творба от Брьогел да бъдат причислени към поредицата. Знакова за творчеството на нидерландския майстор става „Връщането на ловците“. (Тя заема немаловажно място във филма на Андрей Тарковски „Соларис“.)
В произведения като „Проповед на свети Йоан Кръстител“ (1565 – 1566), „Избиване на младенците“ (1565), „Преброяване във Витлеем“ (1566) Брьогел ползва библейски сюжети, за да отрази съвременни събития, свързани с испанската власт в Нидерландия и съпротивата срещу нея. Предполага се, че първата представя събрание, организирано от нидерландски бунтовници, а втората – наказателна акция на испански войници в нидерландско село. Брьогел е бил съпричастен към темата. Преди смъртта си той накарал съпругата си да изгори негови рисунки, можещи да навредят на семейството му при евентуален обиск.
Особена част от творчеството му са „Мизантроп“, „Притча за слепците“ и „Просяци“. Тези творби се отличават както с малкия брой фигури, така и с философския си смисъл. Предполага се, че Брьогел ги е рисувал за себе си.
В последните години от живота си художникът работи по картини на селска тематика: „Селска сватба“, „Селски танц“, „Глава на селянка“, които му създават слава на битов живописец.
- Картини от Брюкселския период
- „Жътва“, 1565
- „Връщането на стадата“, 1565
- „Мизантроп“
- „Глава на селянка“, 1568 – 9

## Графично творчество
Питер Брьогел създава множество рисунки, по които се правят гравюри: „Големите риби изяждат малките“, „Чудото на свети Антоний“, „Магаре на училище“, „Алхимик“ и други. Автор е на графичните цикли „Големите пейзажи“, „Малките пейзажи“, „Седемте добродетели“ и „Седемте смъртни гряха“. Повечето от тях са работени в периода 1553 – 1557 г. докато сътрудничи на Йеронимус Кок.
Гравюри са правени и по живописни табла на Брьогел. Сред тях са „Селски танц“, „Селска сватба“ и други.
Запазени са и оригинални рисунки на майстора: „Пейзаж с пътник“, „Реджо в пламъци“, „Художник и ценител“, сочена като автопортрет, „Есен“, „Лято“, „Коне“, „Алхимик“, послужила за образец на гравюрата.
- Гравюри
- „Чудото на свети Антоний“
- „Алхимик“
- „Големите риби изяждат малките“
- „Гордост“, из цикъла „Седемте смъртни гряха“

## Картини
| Картина | Название                                             | Година на създаване | Техника                     | Размери (см)  | Галерия                                                             |  |
| ------- | ---------------------------------------------------- | ------------------- | --------------------------- | ------------- | ------------------------------------------------------------------- |  |
|         | „Пейзаж с Христос и апостоли на Тивериадското езеро“ | 1553                | Дърво, масло                | ???           | Частна колекция                                                     |  |
|         | „Поклонение на влъхвите“                             | ок. 1556            | Платно, темпера             | 124 × 169     | Кралски музеи за изящни изкуства, Брюксел                           |  |
|         | „Притча за сеяча“                                    | 1557                | Дърво, масло                | 73,7 × 102    | Музей на изкуствата Тимкена, Сан-Диего                              |  |
|         | „Дванадесет пословици“                               | 1558                | Дърво, масло                | 75 × 98       | Музей Майер ван ден Берг, Антверпен                                 |  |
|         | „Фламандски пословици“                               | 1559                | Дърво, масло                | 117 × 163     | Берлинска картинна галерия, Берлин                                  |  |
|         | „Битка на Маслото и Поста“                           | 1559                | Дърво, масло                | 118 × 164,5   | Музей на историята на изкуството, Виена                             |  |
|         | „Детски игри“                                        | 1560                | Дърво, масло                | 118 × 161     | Музей на историята на изкуството, Виена                             |  |
|         | „Морски бой в пристанището на Неапол“                | 1560                | Дърво, масло                | 42,2 × 71,2   | Галерия „Дориа-Памфили“, Рим                                        |  |
|         | „Падането на Икар“                                   | 1560-те години      | Платно, масло               | 73,5 × 112    | Кралски музеи на изящните изкуства на Белгия, Брюксел               |  |
|         | „Падането на метежните ангели“                       | 1562                | Дърво, масло                | 117 × 162     | Кралски музеи на изящните изкуства на Белгия, Брюксел               |  |
|         | „Дуле Грит“ (Безумната Грета)                        | 1562                | Дърво, масло                | 117,4 × 162   | Музей Майер ван ден Берг, Антверпен                                 |  |
|         | „Триумф на смъртта“                                  | ок. 1562            | Дърво, масло                | 117 × 162     | Прадо, Мадрид                                                       |  |
|         | „Две маймуни“                                        | 1562                | Платно, масло               | 20 × 23       | Държавни музеи на Берлин, Берлин                                    |  |
|         | „Самоубийството на Саул“                             | 1562                | Дърво, масло                | 33,5 × 55     | Музей на историята на изкуството, Виена                             |  |
|         | „Портрет на стара жена“                              | 1563                | Дърво, масло                | 22 × 18       | Стара пинакотека, Мюнхен                                            |  |
|         | „По пътя към Египет“                                 | 1563                | Дърво, масло                | 37,1 × 55,6   | Институт по изкуство, Курто, Лондон                                 |  |
|         | „Вавилонската кула“                                  | 1563                | Дърво, масло                | 114 × 155     | Музей на историята на изкуството, Виена                             |  |
|         | „Поклонение на влъхвите“                             | 1564                | Дърво, масло                | 111,1 × 83.2  | Национална галерия, Лондон                                          |  |
|         | „Успение на света Богородица“                        | 1564                | Дърво, масло                | 36 × 55       | Аптон-Хаус, графство Уорикшир                                       |  |
|         | „Пътят към Голгота“                                  | 1564                | Дърво, масло                | 124 × 170     | Музей на историята на изкуството, Виена                             |  |
|         | „Сватбен танц на свеж въздух“                        | 1564 – 1565         | Пергамент на дърво, темпера | 183 × 218     | Уфици, Флоренция                                                    |  |
|         | „Зимен пейзаж с капани за птици“                     | 1565                | Дърво, масло                | 37 x 55,5     | Кралски музеи на изящните изкуства на Белгия, Брюксел               |  |
|         | „Ловци в снега“                                      | 1565                | Дърво, масло                | 117 x 162     | Музей на историята на изкуството, Виена                             |  |
|         | „Връщането на стадата“                               | 1565                | Дърво, масло                | 117 × 159     | Музей на историята на изкуството, Виена                             |  |
|         | „Сенокос“                                            | 1565                | Дърво, масло                | 117 × 161     | Дворец Лобкович в Пражки град, Прага, Чехия                         |  |
|         | „Жътва“                                              | 1565                | Дърво, масло                | 119 × 162     | Музей Метрополитен, Ню Йорк                                         |  |
|         | „Мрачен ден“                                         | 1565                | Дърво, масло                | 118 × 163     | Музей на историята на изкуството, Виена                             |  |
|         | „Христос и жена, уличена в прелюбодеяние“            | около 1565          | Дърво, масло                | 24 × 34       | Институт на изкуствата Курто, Лондон                                |  |
|         | „Вавилонската кула“                                  | около 1565          | Дърво, масло                | 60 × 74,5     | музей Бойманс – Ван Бьонинген, Ротердам                             |  |
|         | „Избиването на младенците“                           | около 1565 – 1567   | Дърво, масло                | 109,2 × 158,1 | Кралска колекция, Великобритания                                    |  |
|         | „Вино на празника на Свети Мартин“                   | 1565 – 1568         | платно, темпера             | 148 × 270,5   | Прадо, Мадрид                                                       |  |
|         | „Вино на празника на Свети Мартин“                   | около 1565–1568     | платно, масло               | 147 × 269,5   | Кралски музеи на изящните изкуства на Белгия, Брюксел               |  |
|         | „Преброяване във Витлеем“                            | 1566                | Дърво, масло                | 115,5 × 163,5 | Кралски музеи на изящните изкуства на Белгия, Брюксел               |  |
|         | „Страната на лентяите“                               | 1566                | Дърво, масло                | 52 × 78       | Стара пинакотека, Мюнхен                                            |  |
|         | „Проповед на свети Йоан Кръстител“                   | 1566                | Дърво, масло                | 95 × 160,5    | Музей за изобразителни изкуства, Будапеща                           |  |
|         | „Сватбен танц“                                       | около 1566          | Дърво, масло                | 119,4 × 157,5 | Институт за изкуство, Детройт                                       |  |
|         | „Поклонение на влъхвите на зимен пейзаж“             | 1567                | Дърво, темпера              | 35 × 55       | Ам Рьомерхолц, Винтертур                                            |  |
|         | „Обращането на Савел“                                | 1567                | Дърво, масло                | 108 × 156     | Музей на историята на изкуството, Виена                             |  |
|         | „Сакати“                                             | 1568                | Дърво, масло                | 18,5 × 21,5   | Лувър, Париж                                                        |  |
|         | „Три войника“                                        | 1568                | Дърво, масло                | 20,3 × 17,8   | Колекция Фрика, Ню Йорк                                             |  |
|         | „Сврака на бесилика“                                 | 1568                | Дърво, масло                | 45,9 × 50,8   | Хесенски музей, Дармщат                                             |  |
|         | „Притча за слепците“                                 | 1568                | Холст, темпера              | 86 × 154      | Музей Каподимонте, Неапол                                           |  |
|         | „Мизантроп“                                          | 1568                | Холст, темпера              | 86 × 85       | Музей Каподимонте, Неапол                                           |  |
|         | „Селска сватба“                                      | 1568                | Дърво, масло                | 114 × 164     | Музей на историята на изкуството, Виена                             |  |
|         | „Селски танц“                                        | 1568                | Дърво, масло                | 114 × 164     | Музей на историята на изкуството, Виена                             |  |
|         | „Разорител на гнезда“                                | 1568                | Дърво, масло                | 59,3 × 68,3   | Музей на историята на изкуството, Виена                             |  |
|         | „Затварят пияница в свинарник“                       | около 1568          | Дърво, масло                | 18 в диаметър | Частна колекция (Продадена на аукцион в Christies през 2002 година) |  |